# Guillaume de Harsigny
Guillaume de Harsigny (1300–1393) foi um doutor e médico medieval da corte francesa de Carlos V de França. Um dos médicos mais notáveis de sua época, aos 92 anos Harsigny desempenhou um papel crucial na recuperação do rei Carlos VI de França de um coma provocado por um ataque de insanidade. Depois de sua morte em 1392, foi enterrado em um túmulo no Laon que contou com um dos primeiros exemplos de escultura de túmulos de cadáver medieval.